# مگس تسه‌تسه
مگس تسه‌تسه در برخی منابع تزه‌تزه مگسی است که ساکن بخش بزرگی از مرکز قاره آفریقا بین صحرا و کالاهاری است.
این حشره ممکن است ناقل انگل تریپانوزوم بروسی (Trypanosoma brucei) که عامل بیماری خواب معروف به خواب آفریقایی است باشد. در صورت ابتلا به این بیماری و عدم درمان، تقریباً همیشه نتیجه آن، مرگ بیمار خواهد بود.

## ریخت‌شناسی
مگس تسه‌تسه را می‌توان به‌عنوان موجوداتی مستقل در سه مرحله مشاهده کرد: سن لاروی، شفیره، و بالغ.
مگس تسه‌تسه نخستین‌بار در مرحله سوم لارو از مادر جدا می‌شود. در این مرحله ظاهری شبیه کرم‌های سفید دارند. با این حال این مرحله از زندگی بسیار کوتاه است و در بهترین حالت چند ساعت طول می‌کشد و تقریباً هیچ‌گاه در خارج از محیط آزمایشگاه دیده نمی‌شود.
در مرحله بعد، مگس تسه‌تسه پوششی سخت به نام «پوپاریا» به دور خود ایجاد می‌کند و به شفیره تبدیل می‌شود — جسمی کوچک، سخت و بیضی‌شکل با دو برجستگی کوچک و تیره‌رنگ در انتهای دم که نقش تنفس دارند. شفیره‌های تسه‌تسه کمتر از یک سانتی‌متر (حدود نیم اینچ) طول دارند. درون پوسته پوپری، تسه‌تسه دو مرحله آخر لاروی و مرحله شفیرگی را کامل می‌کند.
در پایان مرحله شفیرگی، مگس تسه‌تسه به‌صورت یک مگس بالغ ظاهر می‌شود. مگس‌های بالغ نسبتاً بزرگ هستند، با طولی بین ۰٫۵ تا ۱٫۵ سانتی‌متر (یک‌چهارم تا پنج‌هشتم اینچ)، و شکل ظاهری خاصی دارند که آن‌ها را به‌راحتی از سایر مگس‌ها متمایز می‌سازد. آن‌ها سرهای بزرگ، چشم‌هایی کاملاً مجزا و شاخک‌هایی غیرمعمول دارند. سینه‌گاه آن‌ها نسبتاً بزرگ است و شکم آن‌ها پهن‌تر و کوتاه‌تر از بال‌ها است.
چهار ویژگی اصلی، مگس بالغ تسه‌تسه را از سایر گونه‌های مگس متمایز می‌کند:
| خرطوم               | مگس تسه تسه خرطوم تمایز یافته دارد که ساختار آن بلند و باریک و متصل به پایین سر و با جهت به جلو است. | A photograph of the head of a tsetse illustrating the forward pointing proboscis.                         |
| باله‌های تاشده       | هنگامی که مگس تسه تسه در حالت استراحت است، بال خود را به‌طور کامل در بالای بال دیگر تا می‌کند.         | A photograph of the whole body of a tsetse illustrating the folded wings when at rest.                    |
| سلول‌های رگه‌ای       | سلول‌های دیسک میانی (وسط) بال به‌طور مشخص به شکل ساطور یا تبر است.                                     | A photograph of the wing of a tsetse illustrating the hatchet shaped central cell.                        |
| موهای آریستا شاخه‌ای | شاخک دارای آریستا و مو است که بر روی خودش به صورت منشعب است.                                         | A photograph and diagram of the head of a tsetse illustrating the branched hairs of the antenna's arista. |